# 洞松院
洞松院（とうしょういん、寛正元年（1460年）、2年（1461年）、もしくは4年（1463年） - ?）は、戦国時代の女性。細川勝元の娘。細川政元の異母姉。赤松政則の妻（後室）。名は「めし」。「めし殿」「局（つぼね）殿」「赤松うばの局」などと呼ばれた。義子・赤松義村の後見人として赤松家を支えた女戦国大名である。

## 生涯
室町幕府管領・細川勝元の娘として誕生した。容姿がはなはだ不器量だったため、はじめ父が建立した龍安寺の尼僧となった。しかし、弟の政元の意向により還俗し、明応2年4月20日（1493年5月5日）、30歳、31歳もしくは33歳で播磨守護・赤松政則の後添えとして嫁ぐ。この婚姻は細川家臣の上原元秀と赤松家臣の別所則治の強い働きかけで実現に漕ぎ着けたという。このとき、政則は堺に在陣中であった。「天人と思ひし人は鬼瓦　堺の浦に天下るかな」との落首が京都で貼られたという。その2日後、明応の政変が勃発した。
政則との間には一女（小めし）をもうけるが、明応5年（1496年）に夫が死去。男子がいなかったため、庶流赤松政資の子・道祖松丸が小めしの婿として、赤松家の家督を嗣ぐことになり、義村と名乗る。当初、幼少の義村の後見人として、老臣の浦上則宗が赤松家中を牛耳っていたが、明応8年（1499年）に則宗に対して浦上村国らが赤松勝範を擁立して挙兵した（東西取合合戦）。この時、義村派と勝範派に家中が割れ、更に「義村の成人まで暫定的に洞松院に権限を委ねるべき」と主張する別所則治の意向によって第三勢力の盟主に祭り上げられた。この争いは結局は今までどおり義村が当主を続けることに落ち着いたが、別所則治ら洞松院派の後押しもあって、以後洞松院の発給文書が登場し始めることとなる。
文亀2年（1502年）、則宗が死ぬと、洞松院が当主・義村の義母として後見となり、弟・政元や別所則治の支援もあり、赤松家中での発言力を高めていく。赤松氏の領国となっていた播磨・備前・美作の3ヶ国においては、以後20年間に渡り、所領安堵や諸役免除の許可はすべて、洞松院を表す「つほね」の署名と黒印が推された消息（洞松院尼印判状）によってなされた。
永正4年（1507年）、政元が暗殺されると、後継をめぐり養子細川澄元と細川高国が争うこととなった。高国は前将軍・足利義材と結んで澄元や足利義澄を京都から追放するが、洞松院は澄元を支援し、義澄の嫡子・亀王丸（後の足利義晴）を赤松家で預かっている。その後、澄元は挙兵し、義村もこれに従って義材・高国を支援する西の大大名大内義興と戦うが、船岡山合戦で大敗。そこで、洞松院は自ら高国の陣所へ赴いて談判し、講和を結んだ。
ところが、長ずるに及んで義村は、洞松院の後見を邪魔に思うようになり、たびたび対立するようになった。そこで洞松院は家臣の浦上村宗と組んで、義村の排除を画策するようになる。結局義村は挙兵するが、村宗に2度とも敗れて幽閉され、子の晴政が家督を継ぐ。義村は大永元年（1521年）、村宗の放った刺客によって暗殺された。以後も洞松院が事実上の当主として、娘や村宗とともに赤松家の実権を握り、高国と連携して赤松家領国に君臨した。